# Zurndorf
Zurndorf (ungarisch Zurány, kroatisch Cundrof) ist eine Marktgemeinde im Bezirk Neusiedl am See im Burgenland in Österreich.

## Geografie
Zurndorf ist die einzige Ortschaft in der Gemeinde.
Nachbargemeinden:
| Gattendorf               | Pama                                        | Deutsch Jahrndorf |
| Parndorf Neusiedl am See | Kompassrose, die auf Nachbargemeinden zeigt | Nickelsdorf       |
| Weiden am See            | Gols                                        | Mönchhof          |

## Geschichte

Zurndorf (oben) und Umgebung um 1873 (Aufnahmeblatt der Landesaufnahme)

Die Gegend ist seit langem besiedelt, das bezeugt ein Grab aus der Bronzezeit und Reste von römischen Siedlungen.
Zurndorf wurde 1209 erstmals unter dem Ortsnamen „Zaran“ urkundlich erwähnt und erhielt erstmals 1399 das Marktrecht verliehen, das 1642 durch Ferdinand III. erneuert wurde.
Während der Türkenkriege wurde der Ort 1529 und 1683 zerstört.
Der Ort gehörte wie das gesamte Burgenland bis 1920/21 zu Ungarn (Komitat Moson).
Nach Ende des Ersten Weltkriegs wurde nach zähen Verhandlungen Deutsch-Westungarn in den Verträgen von St. Germain und Trianon 1919 Österreich zugesprochen. Der Ort gehört seit 1921 zum neu gegründeten Bundesland Burgenland (siehe auch Geschichte des Burgenlandes).
Zurndorf war wie viele burgenländische Orte eine bikonfessionelle Gemeinde von Katholiken und Protestanten, so gab es noch bis ins 20. Jahrhundert etwa zwei Volksschulen, je eine pro Konfession. Die Bevölkerung setzte sich historisch betrachtet aus Bauern, Handwerkern und Arbeitern zusammen, welche auch vermehrt in bestimmten Ortsteilen bzw. Gassen ansässig waren. Diese klassische Bevölkerungsstruktur begann sich aber schon kurz nach dem Zweiten Weltkrieg aufzulösen.
Der Weiler Friedrichshof beherbergte von 1972 bis 1990 die Kommune Aktionsanalytische Organisation mit Otto Muehl.

### Bevölkerungsentwicklung
| Zurndorf: Einwohnerzahlen von 1869 bis 2025         | Zurndorf: Einwohnerzahlen von 1869 bis 2025 | Zurndorf: Einwohnerzahlen von 1869 bis 2025 | Zurndorf: Einwohnerzahlen von 1869 bis 2025 | Zurndorf: Einwohnerzahlen von 1869 bis 2025 |
| --------------------------------------------------- | ------------------------------------------- | ------------------------------------------- | ------------------------------------------- | ------------------------------------------- |
| Jahr                                                |                                             |                                             |                                             | Einwohner                                   |
| 1869                                                | 1869                                        |                                             | 1.555                                       | 1.555                                       |
| 1880                                                | 1880                                        |                                             | 1.695                                       | 1.695                                       |
| 1890                                                | 1890                                        |                                             | 1.931                                       | 1.931                                       |
| 1900                                                | 1900                                        |                                             | 2.180                                       | 2.180                                       |
| 1910                                                | 1910                                        |                                             | 2.132                                       | 2.132                                       |
| 1923                                                | 1923                                        |                                             | 2.153                                       | 2.153                                       |
| 1934                                                | 1934                                        |                                             | 2.152                                       | 2.152                                       |
| 1939                                                | 1939                                        |                                             | 2.250                                       | 2.250                                       |
| 1951                                                | 1951                                        |                                             | 2.070                                       | 2.070                                       |
| 1961                                                | 1961                                        |                                             | 2.087                                       | 2.087                                       |
| 1971                                                | 1971                                        |                                             | 1.960                                       | 1.960                                       |
| 1981                                                | 1981                                        |                                             | 1.984                                       | 1.984                                       |
| 1991                                                | 1991                                        |                                             | 2.058                                       | 2.058                                       |
| 2001                                                | 2001                                        |                                             | 1.993                                       | 1.993                                       |
| 2011                                                | 2011                                        |                                             | 2.059                                       | 2.059                                       |
| 2021                                                | 2021                                        |                                             | 2.264                                       | 2.264                                       |
| 2025                                                | 2025                                        |                                             | 2.320                                       | 2.320                                       |
| Quelle(n): Statistik Austria, Gebietsstand 1.1.2021 |                                             |                                             |                                             |                                             |

## Kultur und Sehenswürdigkeiten

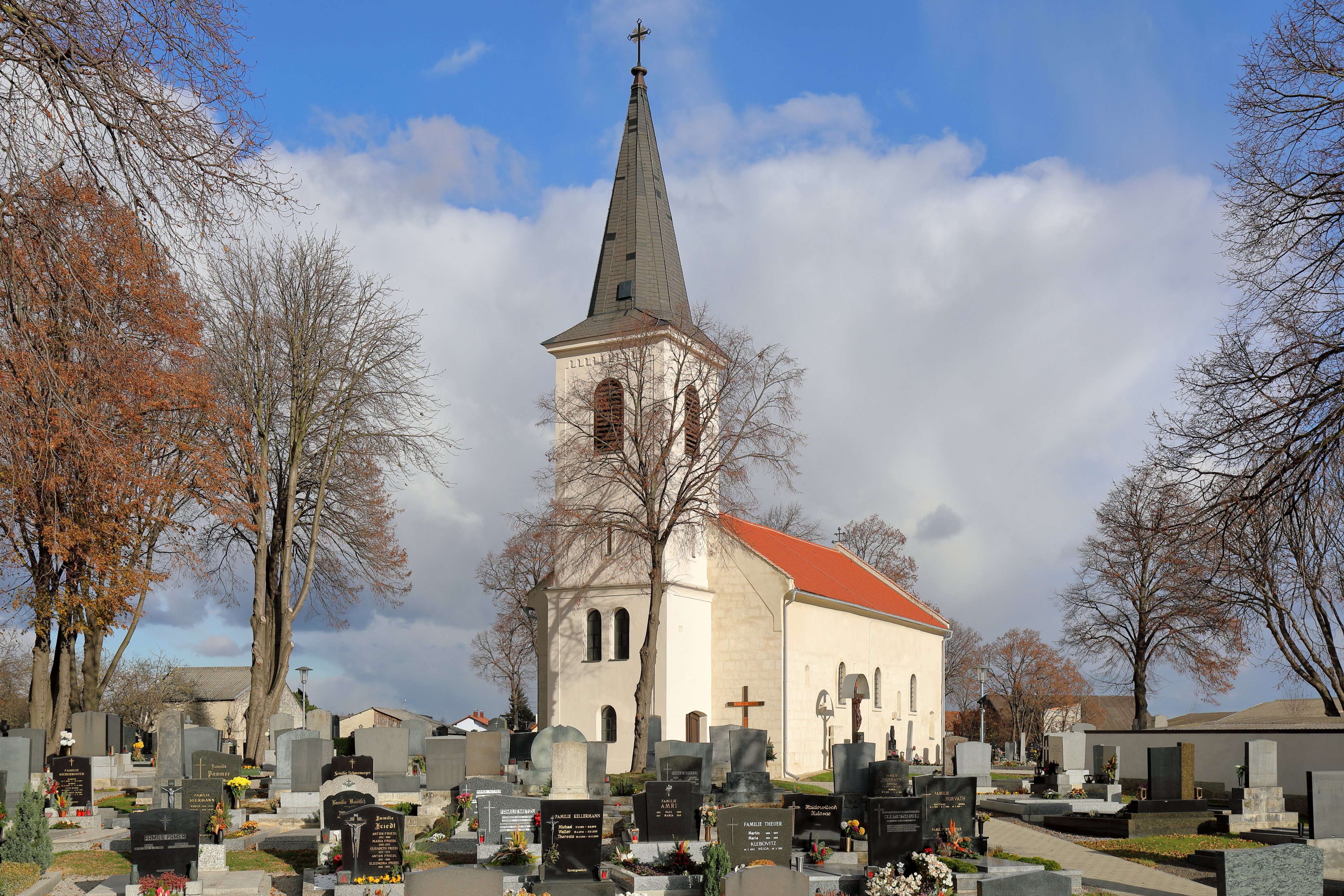
Katholische Pfarrkirche Zurndorf

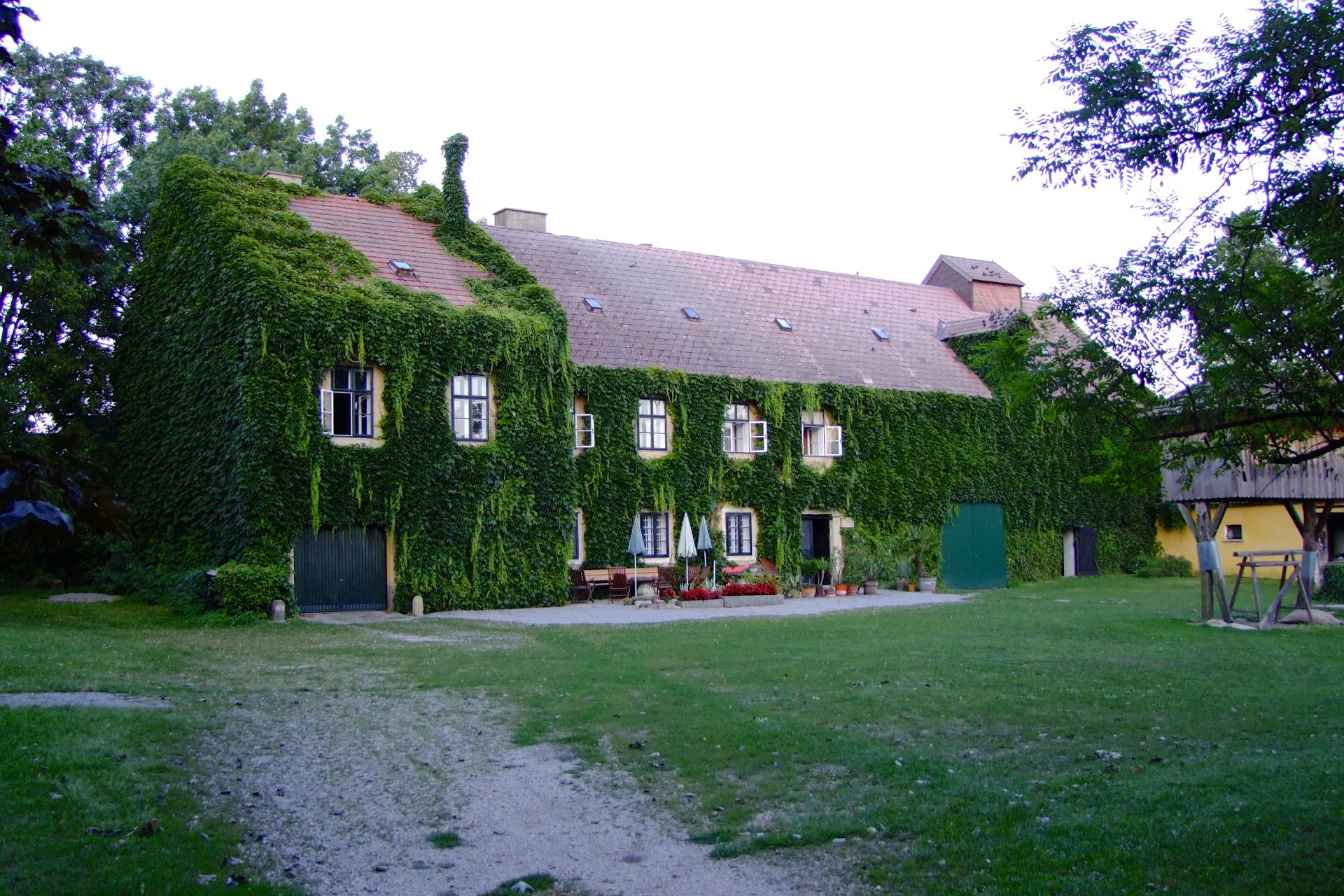
Eine der ehemaligen Mühlen von Zurndorf, 1873 errichtet

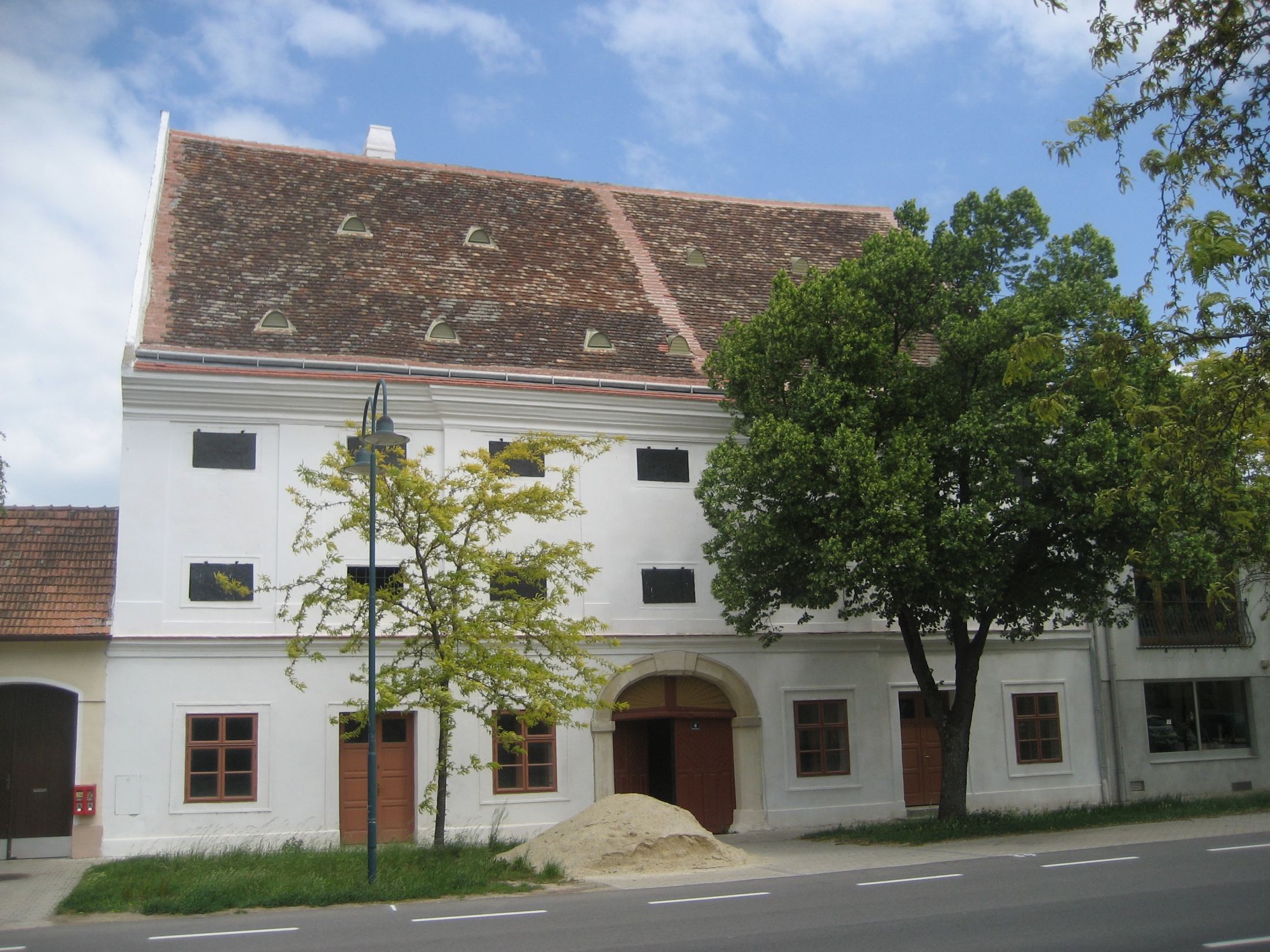
Ehemaliges Konventhaus mit Schüttkasten

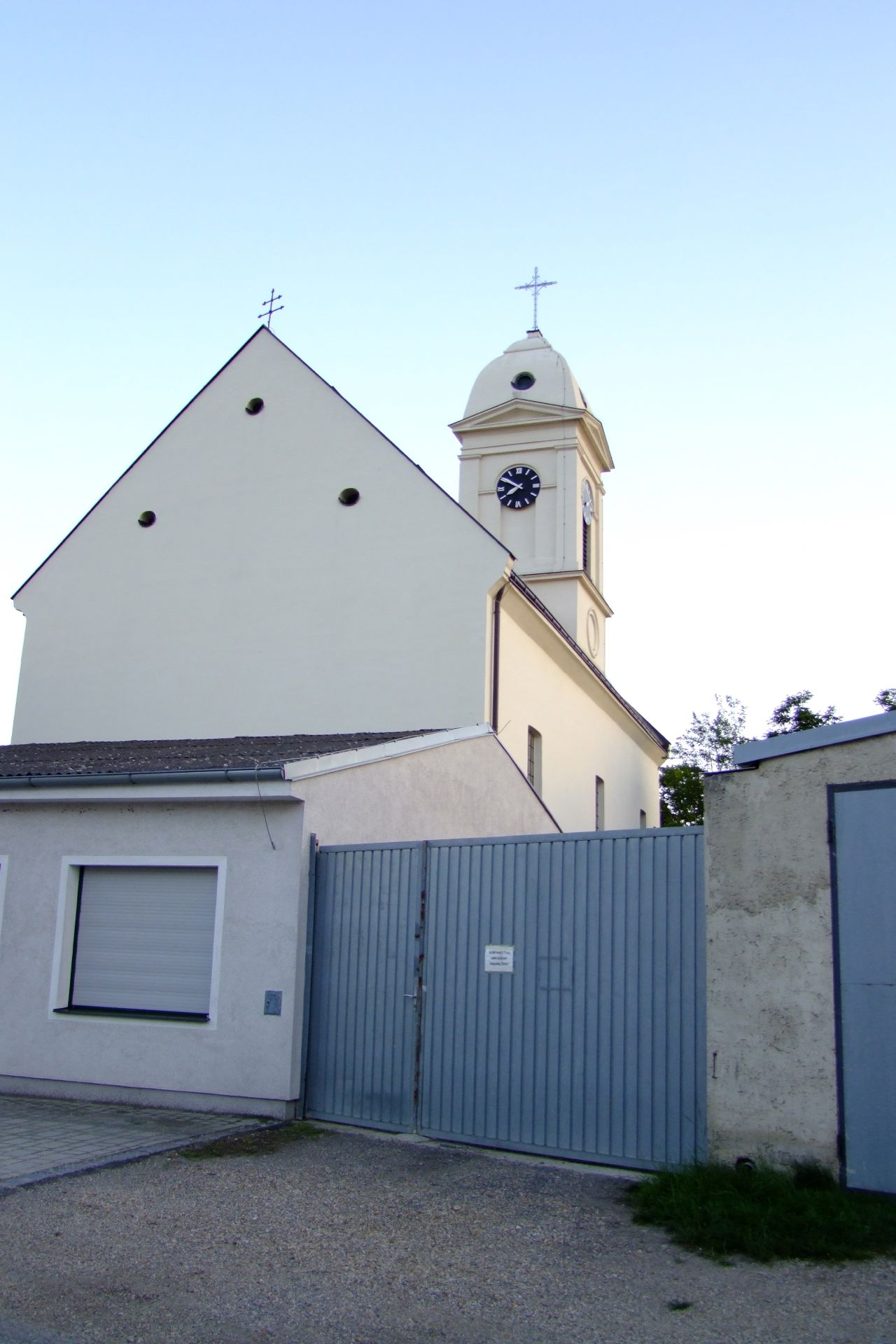
Evangelische Pfarrkirche Zurndorf

- Katholische Pfarrkirche Zurndorf: Die katholische Pfarrkirche zu den heiligen Petrus und Paulus ist im Kern romanisch-frühgotisch, und wurde im Lauf der Zeit mehrmals umgestaltet. Der barocke Hochaltar ist mit einem Altarbild Abschied der Apostel Petrus und Paulus nach einer Radierung von Franz Anton Maulpertsch geschmückt.
- Evangelische Pfarrkirche Zurndorf: Ein bescheidenes protestantisches Gotteshaus der Kirchengemeinde A. B. mit einem bemerkenswerten Altar.
- Auf den Grundmauern einer Mühle aus dem Jahr 1600 wurde die Esterhazysche Mühle erbaut. Im Jahr 1773 hofften die Herrschaften, dass die Errichtung einer „Schweizerei“ mehr Gewinn bringen würde und demontierten das Mahlwerk.
- Zurndorfer Götzmühle: Die Zurndorfer Götzmühle aus dem Jahr 1773 wurde anstelle der stillgelegten Esterhazyschen Mühle erbaut. Heute befindet sie sich im Privatbesitz.
- Dynamitfabrik aus dem Jahre 1887[3]
- 1996: Haus Sperl vom Adolf Krischanitz mit Mitarbeiter Markus Grob und Mark Gilbert[4][5]

## Wirtschaft und Infrastruktur
Zurndorf besitzt einen Bahnhof an der Ostbahn, der sich südlich des Ortes befindet.
Im Jahr 2012 erfolgte der Spatenstich zur Errichtung einer Fertigung der Firma Enercon von Betontürmen für Windräder für Österreich und Osteuropa mit einer voraussichtlichen Produktion von etwa 200 Türmen pro Jahr. Es sollten etwa 200 Arbeitsplätze entstehen und damit zu einem der größten Auslandswerke des Unternehmens werden. Im März 2018 wurde bekannt, dass die Produktion mit 27. April 2018 eingestellt werden soll. Mit 27. April 2018 wurde die Produktion eingestellt. Der Baustoffproduzent Leier hat 2020 das Firmenareal von der Firma Enercon gekauft. Es wurde im Mai 2022 als Betonwerk für Doppelwände und Decken eröffnet.
2020 wurde die Sektkellerei A-Nobis in Zurndorf eröffnet.
Anfang 2024 wird bekannt, dass im Zuge eines von der EU geförderten Projekts ein Gemeinschaftsunternehmens von Verbund und Burgenland Energie einer Pilotanlage zur Produktion von Wasserstoff aus elektrischer Energie an die Planung gehen wir. An die Möglichkeit einer Kapazität von 40.000 Jahrestonnen Wasserstoff ab 2030 ist gedacht. In der Region wird viel Windstrom erzeugt.

## Politik

### Gemeinderat
Der Gemeinderat umfasst aufgrund der Einwohnerzahl insgesamt 21 Sitze.
| Partei          | 2022             | 2022             | 2022             | 2017             | 2017             | 2017             | 2012             | 2012             | 2012             | 2007             | 2007             | 2007             | 2002             | 2002             | 2002             | 1997             | 1997             | 1997             |
| Partei          | Sti.             | %                | M.               | Sti.             | %                | M.               | Sti.             | %                | M.               | Sti.             | %                | M.               | Sti.             | %                | M.               | Sti.             | %                | M.               |
| --------------- | ---------------- | ---------------- | ---------------- | ---------------- | ---------------- | ---------------- | ---------------- | ---------------- | ---------------- | ---------------- | ---------------- | ---------------- | ---------------- | ---------------- | ---------------- | ---------------- | ---------------- | ---------------- |
| SPÖ             | 778              | 54,60            | 14               | 591              | 41,39            | 9                | 849              | 60,26            | 13               | 743              | 51,10            | 11               | 646              | 48,61            | 11               | 645              | 55,51            | 12               |
| ÖVP             | 306              | 21,47            | 5                | 382              | 26,75            | 6                | 326              | 23,14            | 5                | 498              | 34,25            | 8                | 454              | 34,16            | 7                | 305              | 26,25            | 6                |
| IGZ             | 204              | 14,32            | 3                | 213              | 14,92            | 3                | nicht kandidiert | nicht kandidiert | nicht kandidiert | nicht kandidiert | nicht kandidiert | nicht kandidiert | nicht kandidiert | nicht kandidiert | nicht kandidiert | nicht kandidiert | nicht kandidiert | nicht kandidiert |
| FPÖ             | 107              | 7,51             | 1                | 204              | 14,29            | 3                | 234              | 16,61            | 3                | 171              | 11,76            | 2                | 175              | 13,17            | 3                | 193              | 16,61            | 3                |
| ULZ             | 30               | 2,11             | 0                | nicht kandidiert | nicht kandidiert | nicht kandidiert | nicht kandidiert | nicht kandidiert | nicht kandidiert | 35               | 2,41             | 0                | nicht kandidiert | nicht kandidiert | nicht kandidiert | nicht kandidiert | nicht kandidiert | nicht kandidiert |
| Grüne           | nicht kandidiert | nicht kandidiert | nicht kandidiert | 38               | 2,66             | 0                | nicht kandidiert | nicht kandidiert | nicht kandidiert | nicht kandidiert | nicht kandidiert | nicht kandidiert | nicht kandidiert | nicht kandidiert | nicht kandidiert | nicht kandidiert | nicht kandidiert | nicht kandidiert |
| FBL             | nicht kandidiert | nicht kandidiert | nicht kandidiert | nicht kandidiert | nicht kandidiert | nicht kandidiert | nicht kandidiert | nicht kandidiert | nicht kandidiert | 7                | 0,48             | 0                | nicht kandidiert | nicht kandidiert | nicht kandidiert | nicht kandidiert | nicht kandidiert | nicht kandidiert |
| BLZ             | nicht kandidiert | nicht kandidiert | nicht kandidiert | nicht kandidiert | nicht kandidiert | nicht kandidiert | nicht kandidiert | nicht kandidiert | nicht kandidiert | nicht kandidiert | nicht kandidiert | nicht kandidiert | 54               | 4,06             | 0                | nicht kandidiert | nicht kandidiert | nicht kandidiert |
| FDB             | nicht kandidiert | nicht kandidiert | nicht kandidiert | nicht kandidiert | nicht kandidiert | nicht kandidiert | nicht kandidiert | nicht kandidiert | nicht kandidiert | nicht kandidiert | nicht kandidiert | nicht kandidiert | nicht kandidiert | nicht kandidiert | nicht kandidiert | 19               | 1,64             | 0                |
| Wahlberechtigte | 2145             | 2145             | 2145             | 1993             | 1993             | 1993             | 1921             | 1921             | 1921             | 1921             | 1921             | 1921             | 1756             | 1756             | 1756             | 1587             | 1587             | 1587             |
| Wahlbeteiligung | 75,71 %          | 75,71 %          | 75,71 %          | 81,33 %          | 81,33 %          | 81,33 %          | 82,56 %          | 82,56 %          | 82,56 %          | 81,94 %          | 81,94 %          | 81,94 %          | 84,40 %          | 84,40 %          | 84,40 %          | 83,43 %          | 83,43 %          | 83,43 %          |

### Gemeindevorstand
Neben dem Bürgermeister Werner Friedl und dem Vizebürgermeister Robert Michitsch gehören weiters die geschäftsführenden Gemeinderäte Werner Falb-Meixner, Petra Gölt, Maria Liedl, Johannes Meixner und Harald Ziniel dem Gemeindevorstand an.

### Bürgermeister
Bürgermeister von Zurndorf ist seit 2009 Werner Friedl (SPÖ). Bei der Wahl 2022 wurde er mit 56,74 Prozent der Stimmen im ersten Wahlgang im Amt bestätigt.
Bürgermeister-Historie
- bis 2002 Rudolf Suchy
- 2002–2008 Werner Falb-Meixner
- seit 2009 Werner Friedl

### Wappen
|  | Das Wappen wurde Zurndorf 2009 anlässlich der Feierlichkeiten zum 800-jährigen Bestehen der Gemeinde verliehen. Blasonierung: Zwei gekreuzte silberne (weiße) Fische auf blauem Grund. |

## Söhne und Töchter der Gemeinde
- Ignaz Aurelius Feßler (1756–1839), katholischer Geistlicher, Kapuziner und Freimaurer, Schriftsteller, Orientalist, zuletzt lutherischer Generalsuperintendent in St. Petersburg.
- Matthias Meixner (1894–1977), Landwirt und österreichischer Politiker (GDVP)
- Hans Niessl (* 1951), österreichischer Politiker (SPÖ), von 2000 bis 2019 Landeshauptmann des Burgenlandes
- Werner Falb-Meixner (* 1960), österreichischer Politiker (ÖVP)
- Fritz Spiegl (1926–2003), britischer Komponist, Schriftsteller und Journalist österreichischer Herkunft